# Gekkan Gangan Joker
Gekkan Gangan Joker (月刊ガンガンJOKER Gekkan Gangan Joker?) es una revista mensual japonesa de manga shōnen publicada por Square Enix desde el 22 de abril de 2009. Fue la revista que reemplazó y recogió las obras que publicaban Gangan Powered y Gangan Wing, antes de ser descontinuadas.

## Lista de manga[3]
A
- Akame ga Kill!! - Takahiro, Tetsuya Tashiro
- Akuma mo Fumu wo Osoreru Tokoro - Akuro Yoshibe[4]
- Arachnid - Murata Shinya, Ifuji Shinsen[5]

B
- Boku ga Boku de Aru Tame ni - Matcha Hazuki
- Bungaku Shōjo to Shinitagari no Piero - Rito Kōsaka[6]
- Bungaku Shōjo to Uekawaku Gōsuto - Rito Kōsaka

C
- Choubu no Shinobi - Murata Shinya, Hayami Tokisada
- Corpse Party: Blood Covered - Shinomiya Toshimi, Kedouin Makoto
- Corpse Party - CHIHIRO, Kansho

D
- Damekko Kissa Dear - Ryōta Yuzuki[7]
- Dungeon ni Deai wo Motomeru no wa Machigatteiru Darou ka Gaiden: Sword Oratoria - Omori Fujino, Yagi Takashi[8]
- Dusk maiden of Amnesia - Maybe

E
- Eighth - Izumi Kawachi

G
- Girls go around - Eight Chida
- Girls x Sekuha-life - Kawai Rou
- Gugure! Kokkuri-san! - Endou Midori
- Gugure! Shiragaki-san: Gugure! Kokkuri-san! Shigaraki Ojiisan Spin Off - Endou Midori, Souichirou[9]

H
- Hai to Gensō no Grimgar - Mutsumi Okubashi
- Haite Kudasai! Takamine-san - Yuuichi Hiiragi
- Hanasaku Iroha - Eight Chida
- Happy sugar life - Kagisora Tomiyaki
- Hatsukiai - Kazama Ayami
- Higurashi no Naku Koro ni Rei: Saikoroshi-hen - Suzuragi Karin, Ryukishi07
- Himawari - G.O, Daisuke Hiyama[10]
- Himawari 2nd Episode  - G.O, Daisuke Hiyama[11]
- Hitorimi Haduki-san to - Kazama Ayami

I
- Imōto Sae Ireba Ii.: Gaiden - Imōto ni Saenareba Ii! - Kobashiko
- Innocent Devil - Souichirou, Nakamura Moto
- Inu x Boku SS - Cocoa Fujiwara
- Isshukan Friends - Matcha Hazuki

J
- Jahysama ha Kujikenai - Wakame Konbu
- Jaku-Chara Tomozaki-Kun - Eight Chida, Yuuki Yaku
- Jitaku Keibi-hime Terrass - Shimomura Tomohiro

K
- Kakegurui - Naomura Tooru, Kawamoto Homura
- Kakegurui (Kari) - Kawamura Taku
- Kakegurui Twin - Kawamoto Homura, Saiki Katsura
- Kamikoi - Shinobi
- Kamiyome - Tomiyaki Kagisora
- Kashizuki Musume to Waka Tsubame - Reiko Takatō
- Katsute Mahou Shoujo to Aku wa Tekitai shite Ita - Cocoa Fujiwara
- Kōtei no Hanayome - CHuN
- Kuzumi-kun, Kuuki Yometemasu ka? - Mosco
- Kyō no Maō-sama - Yūichi Hiiragi

L
- Love x Rob x Stockholm - Hiroki Haruse

M
- Majo ni Ataeru Tettsui - Murata Shinya, Daisuke Hiyama
- Manabiya - Akira Kojima
- May no Maiden - Re:lucy, Gakukirio

N
- Natsu no Arashi! - Jin Kobayashi

O
- Oniisan no Hikkoshi no Katzuke ga Susumanai - Yoshibe Akuro
- Ore no Kanojo to Osananajimi ga Shuraba Sugiru - Yuuji Yuuji, Nanasuke
- Organ - Ryuusui Takafumi
- Ota Kare Fujo Kano - Shinobi

P
- Prunus Girl - Tomoki Matsumoto

R
- Ragna Crimson - Kobayashi Daiki
- Rail Aile Bleue - Kazuyoshi Karasawa
- Rose Guns Days: Season 1  - Ryukishi07, Souichirou

S
- Satsui no Senki - Kobayashi Daiki
- Saiteihen no Otoko - Scumbag Loser - - Mikoto Yamaguchi
- Seifuku no Vampiress Lord - Tomoki Matsumoto
- Sengoku Strays - Nanami Shingo
- Seto no Hanayome - Tahiko Kimura
- Shibuya Kingyo - Aoi Hiroumi
- Shinigami-sama ni Saigo no Onegai wo - Yamaguchi Mikoto
- Shinigami-sama to 4-nin no Kanojo - Suyama Shinya, CHuN
- Shitsurakuen - Naomura Tooru
- Sono Vampir wa Tadashikunai Yume o Miru - Megumi Hazuki
- Sorairo Flutter - Hashii Koma, Okura
- Suki na Ko ga Megane wo Wasureta - Fujichika Koume

T
- Takahashi-san ga Kiiteiru - Hokuou Yuu
- Tari Tari - Kagisora Tomiyaki, Evergreen, Naomura Tohru
- The iDOLM@STER: cinderella girls - New Generations - Namo
- The J.K of the Vampirelady - Tomoki Matsumoto
- Today's Great Satan II - Yūichi Hiiragi
- Tsukiyoda Sadame no Sekai no Sukuikata - Shigahaku, Usui Ryuu

U
- Umineko no Naku Koro ni - Episode 1: Legend of the Golden Witch - Natsumi Kei, Ryukishi07
- Umineko no Naku Koro ni Chiru - Episode 3: Banquet of the Golden Witch - Natsumi Kei, Ryukishi07
- Umineko no Naku Koro ni Chiru - Episode 5: End of the Golden Witch - Ryukishi07,   Akitaka
- Umineko no Naku Koro ni Chiru - Episode 8 Twilight of the Golden Witch - Natsumi Kei, Ryukishi07
- Urami Koi, Koi, Urami Koi - Akitaka

V
- Vanitas no Carte - Mochizuki Jun

W
- Wa! - Kojima Akira
- Watashi no Ouchi wa Honya-san - Yokoyama Tomoo
- Watashi no Tomodashi ga Motenai no wa Dou Kangaetemo Omaera ga Warui - Tanigawa Nico
- Wataru Seken wa Baka bakari - Marumikan

Y
- Yandere Kanojo - Shinobi
- Yonaka no 0-ji ni Harem wo!! - Kojima Akira, Kazawa Yohei
- Yowai 5000-nen no Soushoku Dragon, Iwarenaki Jaryuu Nintei: Yada Kono Ikenie, Hito no Hanashi wo Kiite Kurenai - Murokouichi,  Enomoto Kaisei

Z
- Zettai†Joousei - Narumi Naru
- Zettai☆Reīki - Yoshibe Akuro
- Zombitch wa Bitch ni Fukumaremasu ka? - Hiiragi Yuuichi